# Список награждённых Золотой медалью Конгресса
Список награждённых Золотой медалью Конгресса включает выдающихся людей, которые специальным Актом Конгресса США были награждены Золотой медалью Конгресса (Congressional Gold Medal). Эта одна из двух высших наград в США, наряду с Президентской медалью Свободы.

## Список награждённых
|     | №   | Кавалеры | Дата              | Акт                                  | Примечание | Медаль |
| --- | --- | --- | ----------------- | ------------------------------------ | --- | ------ |
| 1   |     | Джордж Вашингтон | март 25, 1776     | Континентальный конгресс             | Первый Президент США (1789–1797). |        |
| 2   |     | Генерал-майор Горацио Гейтс                                                                                                  | ноябрь 4, 1777    | Континентальный конгресс             | |        |
| 3   |     | Генерал-майор Энтони Уэйн | 26 июля 1779      | Континентальный конгресс             | За победу при Стоуни-Пойнт |        |
| 4   |     | майор Генри Ли | 24 сентября 1779  | Континентальный конгресс             | За победу при Паулус-Хук |        |
|     | ... | ... | ...               | ...                                  | ... |        |
| 49  |     | Чарльз Линдберг | май 4, 1928       | 45 Stat. 490                         | Американский лётчик, совершивший первый трансатлантический перелёт с запада на восток в 1927, совершивший посадку 21 мая во Франции. |        |
| 50  |     | Линкольн Эллсворт, Роальд Амундсен и Умберто Нобиле                                                                          | май 29, 1928      | 45 Stat. 2026–2027                   | Великие путешественники XX века, полярники. |        |
| 51  |     | Томас Эдисон | май 29, 1928      | 45 Stat. 1012                        | Всемирно известный американский изобретатель и предприниматель. Эдисон получил в США 1908 патентов и около 3 тысяч в других странах мира. Он усовершенствовал телеграф, телефон, киноаппаратуру, разработал один из первых коммерчески успешных вариантов электрической лампы накаливания, построил первые электровозы, положил начало электронике, изобрёл фонограф. Именно он предложил использовать в начале телефонного разговора слово «алло».                                                              |        |
|     | ... | ... | ...               | ...                                  | ... |        |
| 76  |     | Уолт Дисней | май 24, 1968      | P.L. 90-316, 82 Stat. 130–131        | Американский художник-мультипликатор, кинорежиссёр, актёр, сценарист и продюсер, основатель компании «Walt Disney Productions», ныне «The Walt Disney Company». Является создателем 1-го в истории звукового мультфильма, 1-го музыкального и 1-го полнометражного. |        |
| 77  |     | Уинстон Черчилль | май 7, 1969       | P.L. 91-12, 83 Stat. 8–9             | Британский государственный и политический деятель, премьер-министр Великобритании в 1940—1945 и 1951—1955 годах, военный, журналист, писатель, лауреат Нобелевской премии по литературе (1953). |        |
|     | ... | ... | ...               | ...                                  | ... |        |
| 109 |     | Генерал Норман Шварцкопф | апрель 23, 1991   | P.L. 102-32; 105 Stat. 175–176       | Американский военачальник, возглавлявший группировку Многонациональных сил во время войны в Персидском заливе в 1990—1991 годах, полный генерал (23 ноября 1988). |        |
| 110 |     | Генерал Колин Пауэлл | апрель 23, 1991   | P.L. 102-33; 105 Stat. 177–178       | Генерал Вооруженных Сил США, государственный секретарь в период первого срока президентства Джорджа Уокера Буша. В 1989-93 председатель Объединенного комитета начальников штабов. Ветеран войны во Вьетнаме. |        |
| 111 |     | Ребе Шнеерсон, Менахем Мендл                                                                                                 | ноябрь 2, 1994    | P.L. 103-457, 108 Stat. 4799–4800    | 7-й и последний любавичский ребе. Один из виднейших еврейских деятелей XX века. Считается машиахом многими своими последователями, которые не признают его физической смерти. |        |
| 112 |     | Рут Грэм и Билли Грэм | февраль 13, 1996  | P.L. 104-111, 110 Stat. 772–773      | |        |
| 113 |     | Фрэнк Синатра | май 14, 1997      | P.L. 105-14, 111 Stat. 32–33         | Американский актёр, певец (крунер) и шоумэн. Славился романтическим стилем исполнения песен и «медовым» голосом. |        |
| 114 |     | Мать Тереза | июнь 2, 1997      | P.L. 105-16, 111 Stat. 35–36         | Католическая монахиня, основательница Ордена милосердия, монашеской конгрегации, занимающейся служением бедным и больным. Лауреат Нобелевской премии мира. Причислена Католической Церковью к лику блаженных. |        |
| 115 |     | Патриарх Варфоломей I | октябрь 6, 1997   | P.L. 105-51, 111 Stat. 117-1171      | 232-й Архиепископ Константинополя — Нового Рима и Вселенский Патриарх, предстоятель Константинопольской Православной Церкви. |        |
| 116 |     | Нельсон Мандела | июль 29, 1998     | P.L. 105-215, 112 Stat. 895–896      | Первый чернокожий президент ЮАР c 10 мая 1994 по 14 июня 1999, один из самых известных активистов в борьбе за права человека в период существования апартеида, за что 27 лет сидел в тюрьме, лауреат Нобелевской премии мира 1993. |        |
|     | ... | ... | ...               | ...                                  | ... |        |
| 123 |     | Иоанн Павел II | июль 27, 2000     | Pub.L. 106-250, 114 Stat. 622–623    | Папа римский, глава Римско-католической церкви с 16 октября 1978 по 2 апреля 2005. |        |
| 124 |     | Рональд Рейган и Нэнси Рейган                                                                                                | июль 27, 2000     | Pub.L. 106-251, 114 Stat. 624–625    | Президент США и первая леди. |        |
| 125 |     | Шифровальщики навахо | декабрь 21, 2000  | Pub.L. 106-554, 114 Stat. 2763       | "Today, we marked a moment of shared history and shared victory. We recall a story that all Americans can celebrate and every America should know. It is a story of ancient people called to serve in a modern war. It is a story of one unbreakable oral code of the Second World War, messages travelling by field radio on Iwo Jima in the very language heard across the Colorado plateau centuries ago." — statement by President George W. Bush when giving the award the 29 American Navajo code talkers. |        |
| 126 |     | Генерал Шелтон, Генри Хью | январь 16, 2002   | Pub.L. 107-127, 115 Stat. 2405–2406  | Генерал армии в 1997—2001 гг. был главой Объединенного комитета начальников штабов США. Ветеран войны во Вьетнаме и Кувейте. |        |
| 127 |     | Тони Блэр | июль 18, 2003     | Pub.L. 108-60, 117, Stat. 862–863    | Премьер-министр Великобритании. |        |
| 128 |     | Джек Робинсон | октябрь 29, 2003  | Pub.L. 108-101, 117 Stat. 1195–1197  | Первый афроамериканский бейсболист, добившийся права выступать в высшей лиге и ставший там суперзвездой в конце 1940-х годов. |        |
| 129 |     | Дороти Хайт | декабрь 6, 2003   | Pub.L. 108-162, 117 Stat. 2017       | Гражданская активистка, борец за права афроамериканских женщин, с которой советовались и дружили несколько Первых леди США, включая Элеонору Рузвельт и Хиллари Клинтон. |        |
| 130 |     | Джозеф ДиЛэйн, Гарри и Элизабет Бригс, Леви Пирсон                                                                           | декабрь 15, 2003  | Pub.L. 108-180, 117 Stat. 2645–2647  | 4 гражданина США, подавшие в суд на Министерство просвещения и добившиеся лучших условий образования для своих детей, что имело большое значение в национальном масштабе (известно как дело Brown v. Board of Education) Браун против Совета по образованию . |        |
| 131 |     | Dr. Мартин Лютер Кинг и Кинг, Коретта Скотт                                                                                  | октябрь 25, 2004  | Pub.L. 108-368, 118 Stat. 1746-1748  | Самый известный афроамериканский баптистский проповедник, яркий оратор, лидер ненасильственного сопротивления расизму. За важный вклад в демократизацию американского общества в 1964 году Мартину была присуждена Нобелевская премия мира. |        |
| 132 |     | Пилоты из Таскиги | апрель 11, 2006   | Pub.L. 109-213, 120 Stat. 322-325    | Отряд лётчиков-афроамериканцев, ветеранов Второй мировой войны. "The Tuskegee Airmen were a group of 994 African American pilots who gained fame during WWII for their heroism escorting American bombers in raids over Europe and North Africa." — Congressman Charles B. Rangel, Press Release. |        |
| 133 |     | Далай-лама XIV, Тэнзин Гьяцо                                                                                                 | сентябрь 27, 2006 | Pub.L. 109-287, 120 Stat. 1231       | Духовный лидер буддистов Тибета, Монголии, Бурятии, Тувы, Калмыкии-Хальмг тангч, и др. Лауреат Нобелевской премии мира (1989). (Pub.L. 109-287) |        |
| 134 |     | Джон Байрон Нельсон | октябрь 16, 2006  | Pub.L. 109-357, 120 Stat. 2044       | Лучший спортсмен 1944 и 1945 годов (гольф). |        |
| 135 |     | Доктор Борлоуг, Норман Эрнест                                                                                                | декабрь 6, 2006   | Pub.L. 109-395 120 Stat. 2708        | Американский агроном, известный как отец Зелёной революции. Лауреат Нобелевской премии мира 1970 года. |        |
| 136 |     | Доктор Дебейки, Майкл Эллис                                                                                                  | октябрь 2, 2007   | Pub.L. 110-95 121 Stat. 1008         | Американский кардиохирург, выдающийся специалист в области хирургии. |        |
| 137 |     | Аун Сан Су Чжи | май 5, 2008       | Pub.L. 110-209 122 Stat. 721         | Политический деятель Бирмы, лидер оппозиции военной хунте, лауреат Нобелевской премии мира за 1991 год. |        |
| 138 |     | Константино Брумиди | июль 1, 2008      | Pub.L. 110-259 122 Stat. 2430        | Художник |        |
| 139 |     | Эдвард Уильям Брук III | июль 1, 2008      | Pub.L. 110-260 122 Stat. 2430        | Афроамериканский политик, сенатор |        |
| 140 |     | Женская служба пилотов ВВС США                                                                                               | июль 1, 2009      | Pub.L. 111-40 123 Stat. 1958         | "Women Airforce Service Pilots" (WASP) - организация сформированная из гражданских летчиц-добровольцев в 1943 году. За время войны погибли 38 из 1100 её пилотов. Служба просуществовала относительно недолго, до 1944 года, а затем была распущена. |        |
| 141 |     | Нил Армстронг, Эдвин Олдрин, Майкл Коллинз и Джон Гленн                                                                      | август 7, 2009    | Pub.L. 111-44 123 Stat. 1966         | Американские астронавты. Экипаж Аполлона-11, первой успешной лунной миссии, увенчавшейся высадкой двоих астронавтов на Луне (1969) и первый американец, совершивший орбитальный космический полёт (1962), повторно слетав через 36 лет (1998) в возрасте 77 полных лет. |        |
| 142 |     | Арнольд Палмер | сентябрь 30, 2009 | Pub.L. 111-65 123 Stat. 2003         | Американский спортсмен, один из наиболее известных профессиональных гольфистов. |        |
| 143 |     | Мухаммад Юнус | 5 октября, 2010   | Pub.L. 111-253                       | В знак признания за его много весомый вклад в борьбу с глобальной бедностью. |        |
| 144 |     | 100-й пехотный батальон, 442-й ударной бригады и Служба военной разведки США                                                 | 8 октября, 2010   | Pub.L. 111-254                       | За преданную службу Соединённым Штатам Америки, в годы Второй мировой войны |        |
| 145 |     | Montford Point Marine Association                                                                                            | ноябрь 23, 2011   | Pub.L. 112-59 125 Stat. 749          | В знак признания их личной жертвы и служения своей стране. |        |
| 146 |     | Закон о павших героях: чествование мужчин и женщин, погибших в результате террористических актов в США 11 сентября 2001 года | декабрь 23, 2011  | P.L. 112-76, 125 Stat. 1275 and 1276 | В знак признания, увековечивания и почтения памяти мужчин и женщин, погибших в результате террористических атак на Соединенные Штаты 11 сентября 2001 года |        |
| 147 |     | Рауль Валленберг | июль 26, 2012     | P.L. 112-148, 126 Stat. 1140-1143    | В знак признания его «достижений и героических действий во время Холокоста». «Валленберг создал новый шведский паспорт, шуцпасс, который выглядел более внушительно и официально, чем настоящий шведский паспорт… Одни только шуцпассы спасли 20 000 еврейских жизней». «Из 120 000 выживших венгерских евреев Раулю Валленбергу, действующему в Совете по делам военных беженцев, приписывают спасение примерно 100 000 из них за шесть месяцев»                                                                |        |
| 148 |     | Эдди Мэй Коллинз, Дениз Макнейр, Кэрол Робертсон и Синтия Уэсли (см. Взрыв баптистской церкви на 16-й улице)                 | май 24, 2013      | P.L. 113-11, 127 Stat. 447           | «В память о жизнях, которые они потеряли… во время взрыва баптистской церкви на Шестнадцатой улице, где высшая жертва этих четырех маленьких чернокожих девочек послужила катализатором движения за гражданские права» |        |
| 149 |     | Первый отряд специального назначения, Вторая мировая война                                                                   | июль 12, 2013     | P.L. 113-16,127 Stat. 477            | В память о «Первом отряле специального назначения в знак признания их выдающихся заслуг во время Второй мировой войны». «Отряд был единственным подразделением, сформированным во время Второй мировой войны и состоявшим из войск Канады и США». Войска сражались в коварных условиях и были «одними из первых войск союзников, освободивших Рим». «Соединенные Штаты навсегда в долгу перед мужественными и самоотверженными действиями военнослужащих Отряда, которые рисковали своими жизнями ради свободы»  |        |
| 150 |     | Американские асы-истребители                                                                                                 | май 23, 2014      | P.L. 113-105, 128 Stat. 1159         | В знак признания «их героической военной службы и защиты свободы нашей страны на протяжении всей истории авиационной войны». Американский истребитель-ас — это летчик-истребитель, который с честью прослужил военную службу США и уничтожил 5 или более подтвержденных самолетов противника в воздушном бою во время войны или конфликта, в которых участвовали американские вооруженные силы». |        |
| 151 |     | Члены 17-й бомбардировочной группы времен Второй мировой войны, известные как «Токийские рейдеры Дулиттла».                  | май 23, 2014      | P.L. 113-106, 128 Stat. 1160         | В знак признания их выдающегося героизма, доблести, мастерства и службы Соединенным Штатам при проведении бомбардировок Токио во время Второй мировой войны, осознавая при этом, что «чрезвычайно опасная миссия» имела высокий риск смерти, ранения или пленения. |        |
| 152 |     | Члены Гражданского воздушного патруля времен Второй мировой войны                                                            | май 30, 2014      | P.L. 113-108, 128 Stat. 1164         | В знак признательности «неоплачиваемым добровольцам Гражданского воздушного патруля, [которые] во время Второй мировой войны оказывали исключительные гуманитарные, боевые и национальные услуги в критическое время, необходимое для нации». ГВП «использовал свои собственные самолеты для выполнения множества важных задач для вооруженных сил и страны в Соединенных Штатах, включая атаки на подводные лодки противника у берегов Атлантического океана и Мексиканского залива».                           |        |

## См.также
- Президентская медаль Свободы
- Медаль Почёта (США) — высшая военная награда США.